# NGC 461
NGC 461 (другие обозначения — ESO 352-33, MCG −6-4-2, AM 0115-340, IRAS01150-3406, PGC 4636) — спиральная галактика с перемычкой (SBc) в созвездии Скульптор. Открыта Джоном Гершелем в 1834 году, описывается Дрейером как «довольно яркий, круглый объект с немного более яркой серединой (возможно, ошибка на 1° в координатах)». Тем не менее, в дальнейшем о проблемах с идентификацией объекта не упоминалось.
Этот объект входит в число перечисленных в оригинальной редакции «Нового общего каталога».